# 都市計画コンサルタント協会
一般社団法人都市計画コンサルタント協会（としけいかくコンサルタントきょうかい）は、日本の都市計画コンサルタントに関する協会。都市計画に関する業務技術の向上と都市計画コンサルタント業務に関し健全な発展を図り、都市計画事業の進歩発展に寄与することを目的に設立し現在に至る。元国土交通省所管。

## 所在
- 東京都千代田区平河町 2-12-18

## 沿革
- 1967年、都市計画コンサルタント協議会を発足
- 1973年、公共事業の増加に伴い、組織の強化を目的に都市計画コンサルタント協会に
- 1974年、公益法人の認可

## 参考
- 会員名簿, (社)都市計画コンサルタント協会, 平成21年度
- 都市計画コンサルタントの系譜と展望. 都市計画コンサルタント協会
- 都市計画コンサルタント協会会員一覧

## 会員
- 株式会社アイテック計画
- 朝日航洋株式会社
- 株式会社梓設計
- 株式会社アーバンデザインコンサルタント
- 株式会社荒谷建設コンサルタント
- 株式会社アール・アイ・エー
- 株式会社アール・ピー・アイ
- 株式会社アルテップ
- 株式会社アルメック
- 株式会社石本建築事務所
- 株式会社市浦ハウジング&プランニング
- 株式会社ウエスコ (建設コンサルタント)
- 株式会社エイト日本技術開発
- 株式会社エース
- 株式会社エックス都市研究所
- 株式会社エル・エー・ユー公共施設研究所
- 株式会社オオバ
- 株式会社オリエンタルコンサルタンツ
- 株式会社開発計画研究所
- 画地測量設計株式会社
- 株式会社協和コンサルタンツ
- 共和コンサルタント株式会社
- 株式会社久米設計
- 株式会社計画技術研究所
- 株式会社計画工房
- 財団法人計量計画研究所
- 株式会社建設技術研究所
- 株式会社国際開発コンサルタンツ
- 国際航業株式会社
- 株式会社国土開発センター
- 佐藤技術株式会社
- サンコーコンサルタント株式会社
- 株式会社山陽設計
- 株式会社サンワコン
- 株式会社ジイケイ設計
- ジェイアール西日本コンサルタンツ株式会社
- ジェイアール東日本コンサルタンツ株式会社
- 株式会社シティコンサルタンツ
- 株式会社社会空間研究所
- 株式会社住宅・都市問題研究所
- 昭和株式会社
- セントラルコンサルタント株式会社
- 株式会社創建
- 第一復建株式会社
- 大日本コンサルタント株式会社
- 大和測量株式会社
- 株式会社タカハ都市科学研究所
- 玉野総合コンサルタント株式会社]
- 株式会社地域計画建築研究所（アルパック）
- 株式会社地域計画連合
- 株式会社地域総合計画研究所
- 中央コンサルタンツ株式会社
- 中電技術コンサルタント株式会社
- 株式会社長大
- 株式会社千代田コンサルタント
- 株式会社ティ・アール建築アトリエ
- 株式会社ディーワーク
- 株式会社東急設計コンサルタント
- 株式会社東京建設コンサルタント
- 株式会社ドーコン
- 株式会社都市環境計画研究所
- 株式会社都市計画設計研究所
- 株式会社都市・計画・設計研究所
- 株式会社都市計画同人
- 株式会社都市研
- 株式会社都市総合計画
- 株式会社都市デザイン
- 株式会社都市ぷろ計画事務所
- 株式会社栃木都市計画センター
- 株式会社トデック
- 株式会社中庭測量コンサルタント
- 株式会社日建技術コンサルタント
- 株式会社日建設計総合研究所
- 株式会社日本海コンサルタント
- 財団法人日本開発構想研究所
- 日本工営株式会社
- 株式会社日本設計
- 日本測地設計株式会社
- 日本都市整備株式会社
- 株式会社日本都市総合研究所
- 株式会社ニューコムジャパン
- 株式会社ニュージェック
- パシフィックコンサルタンツ株式会社
- 株式会社パスコ
- 株式会社八州 (コンサルタント)
- 福岡土地区画整理株式会社
- 株式会社福山コンサルタント
- 株式会社双葉
- 復建調査設計株式会社
- 株式会社プレック研究所
- 平成都市技研株式会社
- 株式会社ヘッズ
- 前田環境美術株式会社
- 株式会社間瀬コンサルタント
- 株式会社ミカミ
- 株式会社三菱地所設計
- 株式会社安井建築設計事務所
- 八千代エンジニヤリング株式会社
- 株式会社URサポート
- 株式会社URリンケージ
- 株式会社UG都市建築
- 株式会社ユープランニングアソシエイツ
- 株式会社ユーマック
- 株式会社ラウム計画設計研究所
- ランドブレイン株式会社
- 株式会社アークポイント
- 株式会社アーバントラフィックエンジニアリング福岡事務所
- 株式会社エルム都市計画設計室
- 有限会社サイト・アーキテクツ
- 株式会社ジオ・アカマツ
- 株式会社生活構造研究所
- 有限会社ナヴィ住宅都市設計工房
- 有限会社プラウド
- 株式会社マヌ都市建築研究所
- 株式会社ユー・エス・ピー都市空間研究所
- リージョナルデザイン株式会社
- 株式会社新都市ライフ
- 財団法人つくば都市交通センター
- 日本鉄塔工業株式会社
- 株式会社ビュープランニング
- 株式会社フォーラムエイト